# 大井川鉄道7200系電車
もしかして
- 大井川鐵道7200系電車

ではありませんか？